# Thai Sang Thai
Le Thai Sang Thai (thaï : พรรคไทยสร้างไทย ; aussi abrégé en anglais TST) est un parti politique thaïlandais fondé le 23 mars 2021 par des anciens membres du Pheu Thai, dont Sudarat Keyuraphan qui en est la cheffe depuis le 9 septembre 2022.

## Historique
Le parti est fondé le 23 mars 2021 par Sa-iss Boran, premier chef du parti, et Wanlop Chaithaisong, premier secrétaire du parti. D'abord siégé à Khon Kaen, le parti siège ensuite temporairement à Bang Khen pour ensuite déménager vers de nouveaux locaux, construits à Don Mueang.
Le Thai Sang Thai participe pour la première fois à une échéance électorale en 2022, en présentant Sita Tiwaree comme candidat au poste de gouverneur de Bangkok, ainsi que 50 candidats pour l'élection des conseillers métropolitains de Bangkok qui se tiennent en même temps. Il en obtient cependant que 2 sièges à l'issue de l'élection.
En 2023, il participe à sa première élection à l'échelle nationale, celle des élections législatives de mai. Avec Sudarat Keyuraphan en tête de liste, il y parvient à obtenir 6 sièges sur 500 à la Chambre des représentants, soit plus de 872 000 voix en suffrages exprimés au niveau majoritaire et plus de 340 000 voix en suffrages exprimés au niveau proportionnel. À l'issue des élections, Pita Limjaroenrat, chef de Aller de l'avant, parti arrivé majoritaire avec 151 sièges obtenus à la Chambre, annonce le 15 mai la participation du Thai Sang Thai à sa coalition gouvernementale. Celle-ci est confirmée par la signature d'un mémorandum d'entente entre les 8 partis de la coalition le 22 mai.

## Résultats électoraux

### Élections législatives
| Année | Tête de liste      | Voix    | Voix    | %    | %    | Rang | Rang | Sièges  | Statut     | Gouvernement |
| Année | Tête de liste      | SM      | SP      | SM   | SP   | SM   | SP   | Sièges  | Statut     | Gouvernement |
| ----- | ------------------ | ------- | ------- | ---- | ---- | ---- | ---- | ------- | ---------- | ------------ |
| 2023  | Sudarat Keyuraphan | 872 893 | 340 178 | 2,29 | 0,90 | 7e   | 9e   | 6 / 500 | Opposition |              |

### Élections locales

#### Gouverneur de Bangkok
| Année | Candidat     | Voix   | %    | Rang | Statut |
| ----- | ------------ | ------ | ---- | ---- | ------ |
| 2022a | Sita Tiwaree | 73 826 | 2,80 | 7e   | Battu  |

#### Conseil métropolitain de Bangkok
| Année | Voix    | %     | Sièges | Statut     |
| ----- | ------- | ----- | ------ | ---------- |
| 2022a | 241 975 | 10,45 | 2 / 50 | Opposition |